# فرنسيس ليون
فرنسيس ليون (بالإنجليزية: Francis Leon)‏ هو راقص ومغني أمريكي، ولد في 1844، وتوفي في 1883.